# Scavi archeologici di Velleia
Gli scavi archeologici di Velleia hanno restituito i resti dell'antica città di Veleia, situata nel medio Appennino ligure, nel territorio comunale di Lugagnano Val d'Arda in provincia di Piacenza.

## Storia
La città romana di Velleia si sviluppa alle spalle della colonia di Piacenza, ad un'altitudine di 460 m s.l.m., nella valle di un subaffluente del Po, il Chero, una volta domata, nel 158 a.C., la lunga resistenza delle popolazioni liguri. Il ritrovamento dei resti di un sepolcreto a cremazione risalente alla seconda età del ferro a nord-est dell'abitato romano, consente di ritenerla sorta nell'area d'insediamento di una comunità protostorica.
Centro di notevole importanza agricola e commerciale dei Liguri Eleiati o Velleiati, divenne prima colonia latina nell'89 a.C. e poi Municipio nel 49 a.C., ascritto alla famiglia patrizia dei Galeria e capoluogo di un distretto montano esteso tra i fiumi Taro e Trebbia, tra il crinale appenninico e la pianura, confinante con i territori di Parma, Piacenza, Libarna, Lucca.
Lo sviluppo della città, stante la posizione decentrata rispetto alle principali direttrici commerciali che valicano l'Appennino, non è dovuto ai movimenti commerciali, ma alla presenza di sorgenti di acqua termale, sfruttate sia per le loro proprietà curative che per ragioni alimentari.
Veleia decadde a partire dal III secolo d.C. per poi scomparire entro il V secolo a causa di alcuni movimenti franosi a cui si aggiunge anche la decadenza dell'impero romano.

### La scoperta e gli scavi
Nel maggio del 1747 vengono ritrovati, in circostanze casuali ad opera di don Giuseppe Rapaccioli, arciprete di Macinesso, durante i lavori di sistemazione di un campo nei pressi della pieve di S.Antonino i frammenti di una tavola iscritta di bronzo, che poi verrà identificata con la tabula alimentaria traianea. Ignorando il valore del ritrovamento, i frammenti della tavola furono, poi, venduti ad alcune fonderie della zona con l'intento di ricavarne denaro. Il conte Giovanni Roncovieri venuto in possesso di uno dei frammenti e capitone il valore riuscì a salvare la tabula dalla distruzione acquistando i vari frammenti insieme al conte Antonio Costa, canonico della cattedrale di Piacenza.
Il ritrovamento della tabula, dà il via agli scavi archeologici nel sito, iniziati nel 1760. Gli scavi vengono, poi, interrotti nel 1765, alla morte del duca Filippo I.
Nel 1803, durante la dominazione napoleonica, gli scavi vengono ripresi: in questa seconda operazione, svolta nella zona del foro e a monte della chiesa e durata fino alla fine del 1805 non vengono trovati reperti di rilievo se non alcune monete ed iscrizioni. Altri scavi, anch'essi infruttuosi, vennero portati a termine da Pietro De Lama nel biennio 1810-1811.
Con l'ingresso di Maria Luigia d'Austria a Parma, nel 1816 è finanziata una nuova serie di scavi che, pur non portando a ritrovamenti di rilievo, vedono la costruzione della palazzina della direzione degli scavi, il futuro antiquarium e di una strada che rende più agevole l'accesso alla località.
Gli scavi riprendono di nuovo nel 1842, concentrandosi nella zona della chiesa: secondo Michele Lopez, direttore del museo archeologico di Parma, infatti, la chiesa poteva sorgere sui resti di un'area sacra romana: fu, quindi, demolita la canonica, ma l'assenza di riscontri positivi, bloccò l'ulteriore avanzamento dell'opera. Gli scavi vengono, poi, di nuovo interrotti nel 1847 con la morte della duchessa.
Nel 1869 vengono rinvenuti, da parte dell'archeologo Luigi Pigorini, alcuni reperti di epoca precedente a quella romana a nord-est del sito archeologico. Lo stesso Pigorini riesce a ottenere i finanziamenti per far ripartire gli scavi nel 1872. Nel 1876 sono ritrovate a nord-est del centro di Veleia, nelle vicinanze del cimitero, alcune sepolture liguri databili alla seconda età del ferro.
Tra il 1936 ed il 1951 vengono restaurate, sotto la direzione dell'architetto Pietro Berzolla, le colonne del propileo del foro, così come le costruzioni limitrofe.
Nel 1971 sono scoperte tre ustrine risalenti ad un periodo compreso tra il I secolo a.C. ed il I secolo d.C.. Successivamente, nella vicina località di Fornasella, viene, poi, scoperta un'altra sepoltura, risalente al I-II secolo d.C..
Gli scavi, interrotti da 14 anni, sono stati ripresi nel biennio 2007-2008 concentrandosi su un'area ad est, già oggetto di ricerche ai tempi di Filippo di Borbone e in cui era stata scoperta la presenza di una domus di età imperiale.

## Gli scavi

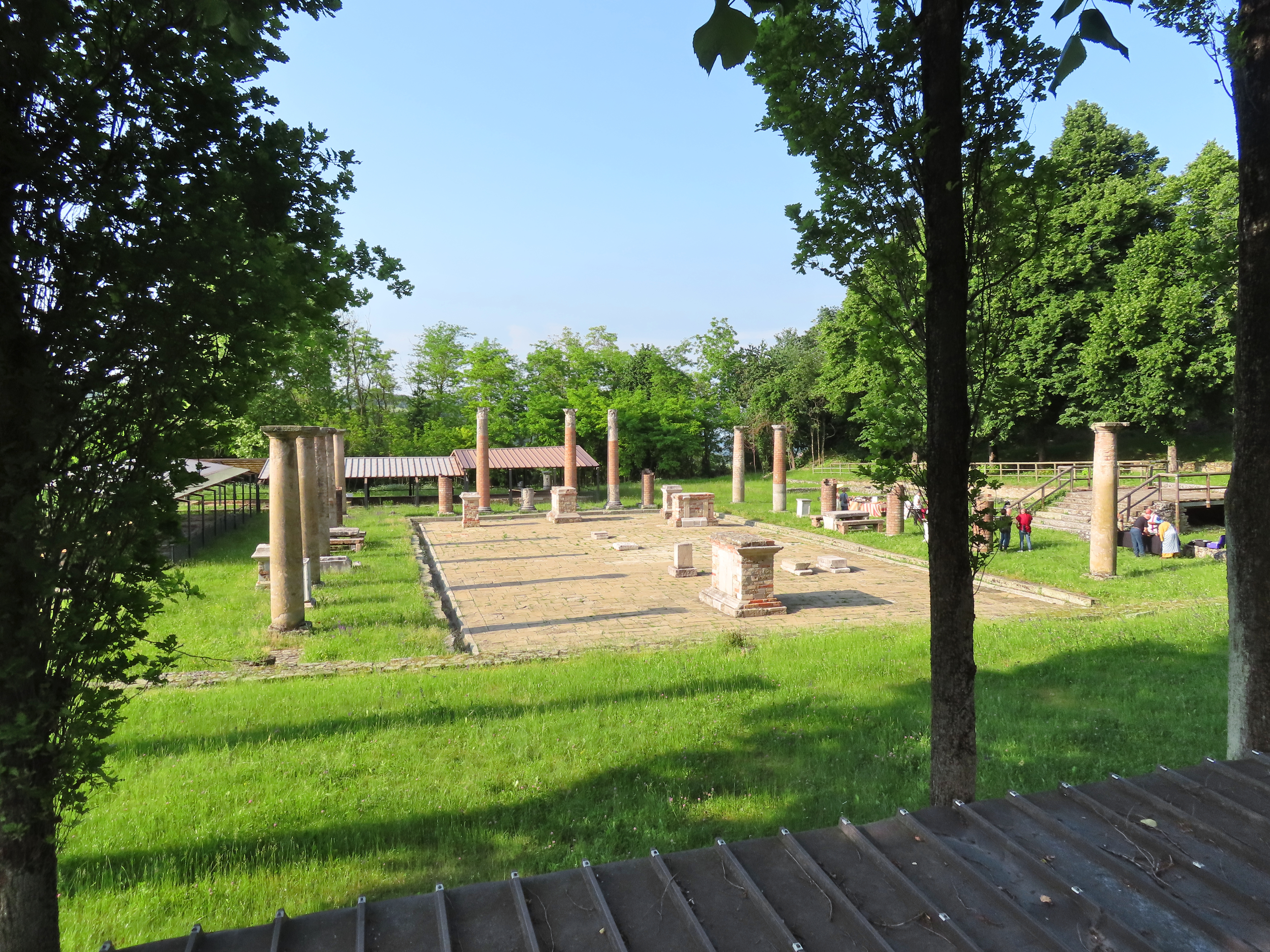
Foro

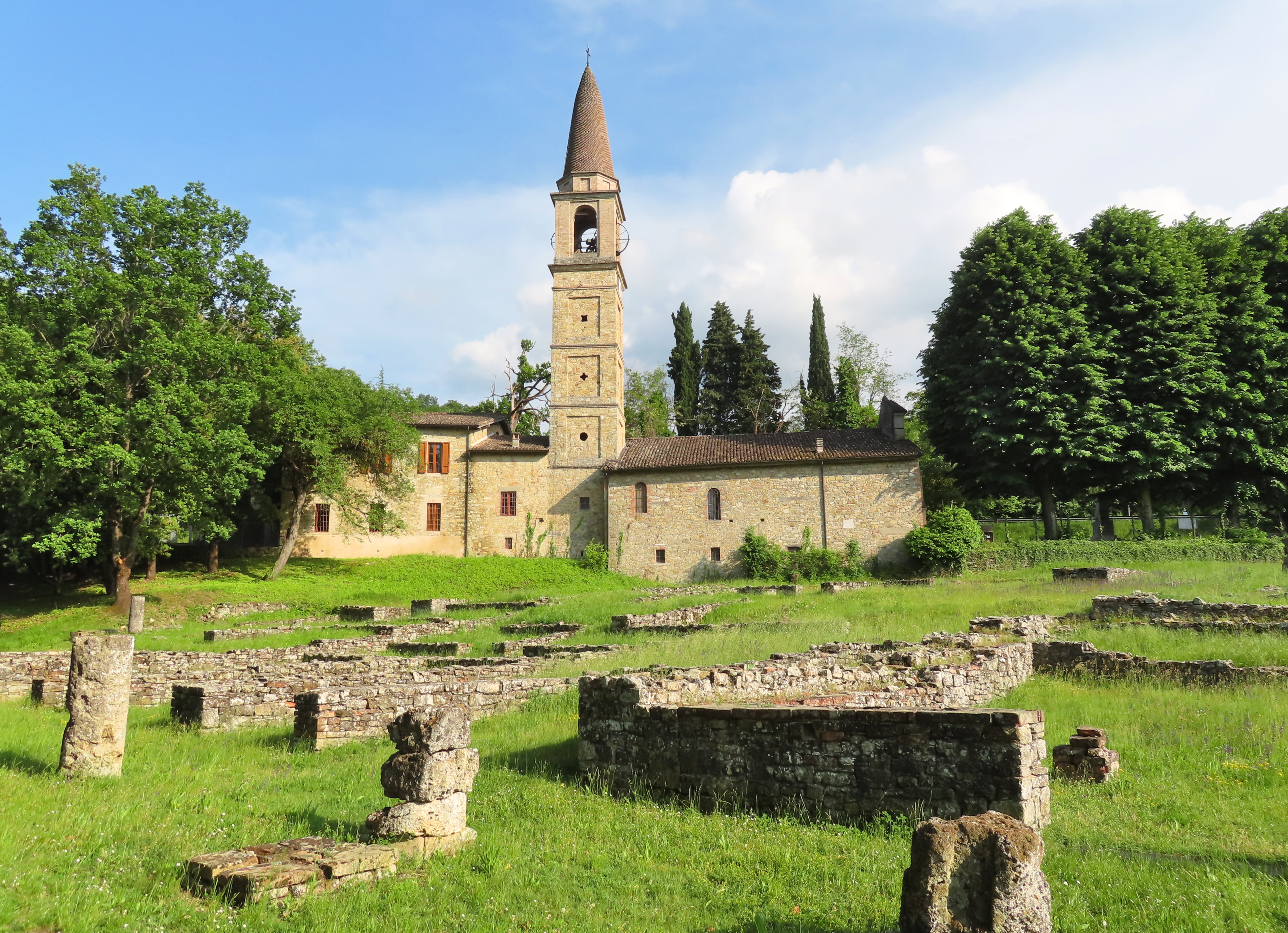
Area residenziale

Gli scavi del centro urbano romano, compiuti a partire dal 1760, hanno permesso di mettere in luce il Foro: ricavato nel terreno in declivio, con la realizzazione di un'opera di sbancamento. Il foro è circondato su tre dei quattro lati da un portico di colonne tuscaniche dove sono presenti varie botteghe, quasi tutte originariamente dotate di riscaldamento. Sul lato nord del foro è presente una terrazza bassa che si raccorda con quella superiore mediante un ingresso monumentale a duplice prospetto tetrastilo inserito nel colonnato del foro.
Ad un livello inferiore rispetto al foro vi è la Basilica, a unica navata, in cui è stata rinvenuta una serie di dodici statue a carattere celebrativo della famiglia Giulio-Claudia.
Ad ovest del foro sono presenti costruzioni di realizzazione precedente ad esso, oltre alle tracce dell'ingresso originario, poi abbandonato nel I secolo d.C. in favore di quello monumentale. A monte sono, invece, presenti alcune abitazioni private ed un edificio termale. 
Sono state ritrovate anche numerose le opere di scultura, di varia provenienza, qui adunate, in particolare bronzetti che sono stati, poi, trasferiti al museo archeologico nazionale di Parma; un gruppo di statue in marmo, la cui effettiva proevenienza da Veleia non è sicura, pervenne invece, intorno al 1820, al museo di Archeologia dell'Università degli Studi di Pavia.

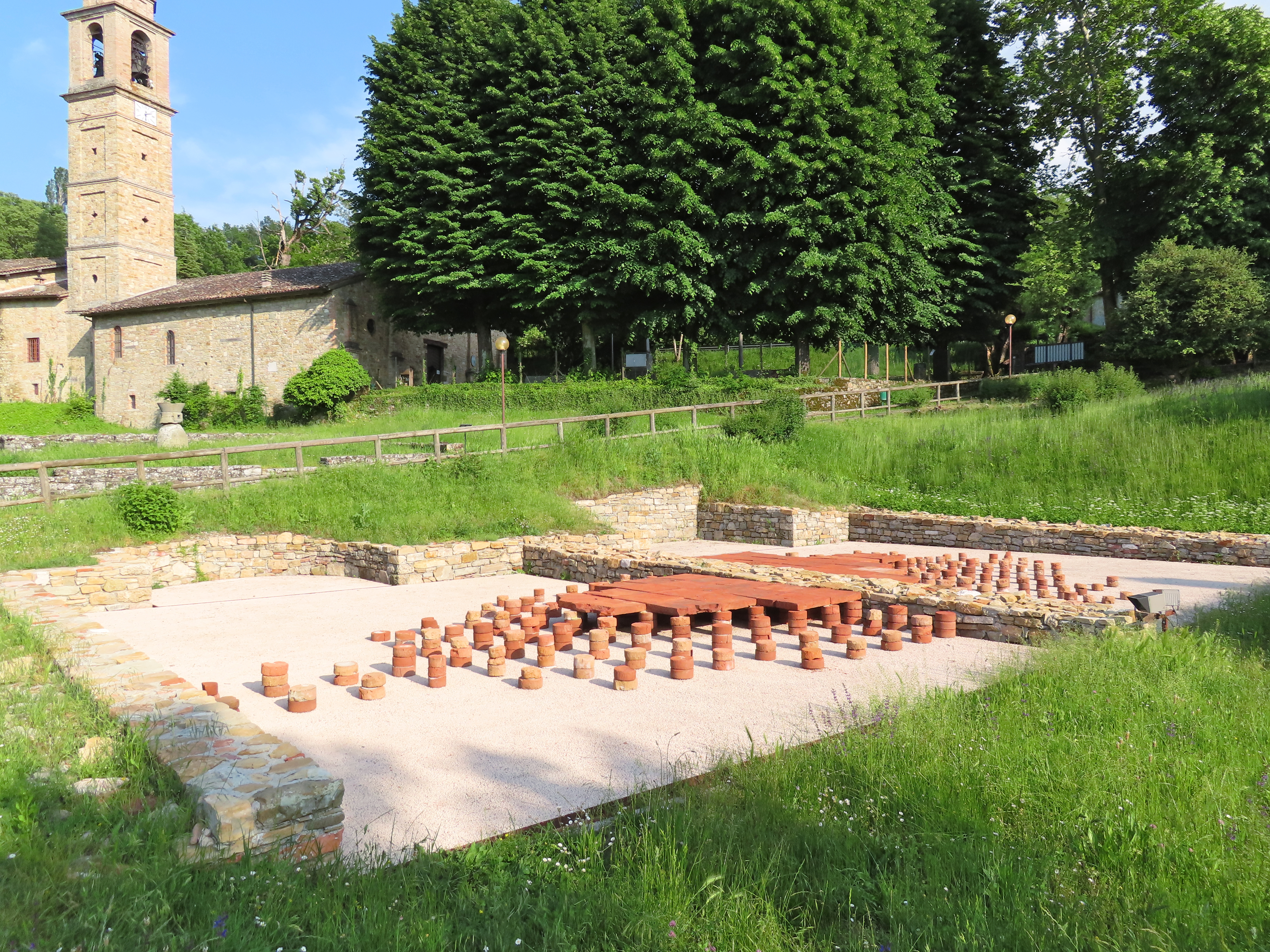
Terme

Tra i rinvenimenti più importanti figurano due iscrizioni: 
- la Lex Rubria de Gallia Cisalpina (49-42 a.C.): che stabiliva i modi di concessione della cittadinanza romana ai Transpadani;
- la tabula alimentaria traianea: sulle istituzioni alimentari (Alimenta Caeseris), create dall'imperatore Nerva e regolate dal suo successore Traiano allo scopo di far fronte alla crisi della piccola proprietà agricola e alla stasi demografica. Esse concedevano capitali in prestito agli agricoltori, dietro garanzia ipotecaria e ad un basso saggio di interesse (5 %), e ne devolvevano le rendite all'assistenza dei fanciulli poveri incoraggiando così l'incremento sia agricolo che demografico. La Tavola descrive inoltre il territorio del municipio di Veleia, con i principali 16 pagi (villaggi), unità territoriali ed amministrative, al cui interno vi sono i vici, cioè insediamenti di case e terreni; detenute da varie famiglie patrizie romane, con le rendite dei territori. Tra i pagi più importanti del municipio di Veleia vi sono il pagus Bagienno (dal nome liguri bagienni trasferitisi in val Trebbia) di Bobbio, che confinava con quello Domizio di Mezzano Scotti (Bobbio) nei pressi di Barberino, il quale confinava con quello Ambitrebbio di Travo nei pressi della Pietra Parcellara; e quello Eboreo.

### Antiquarium

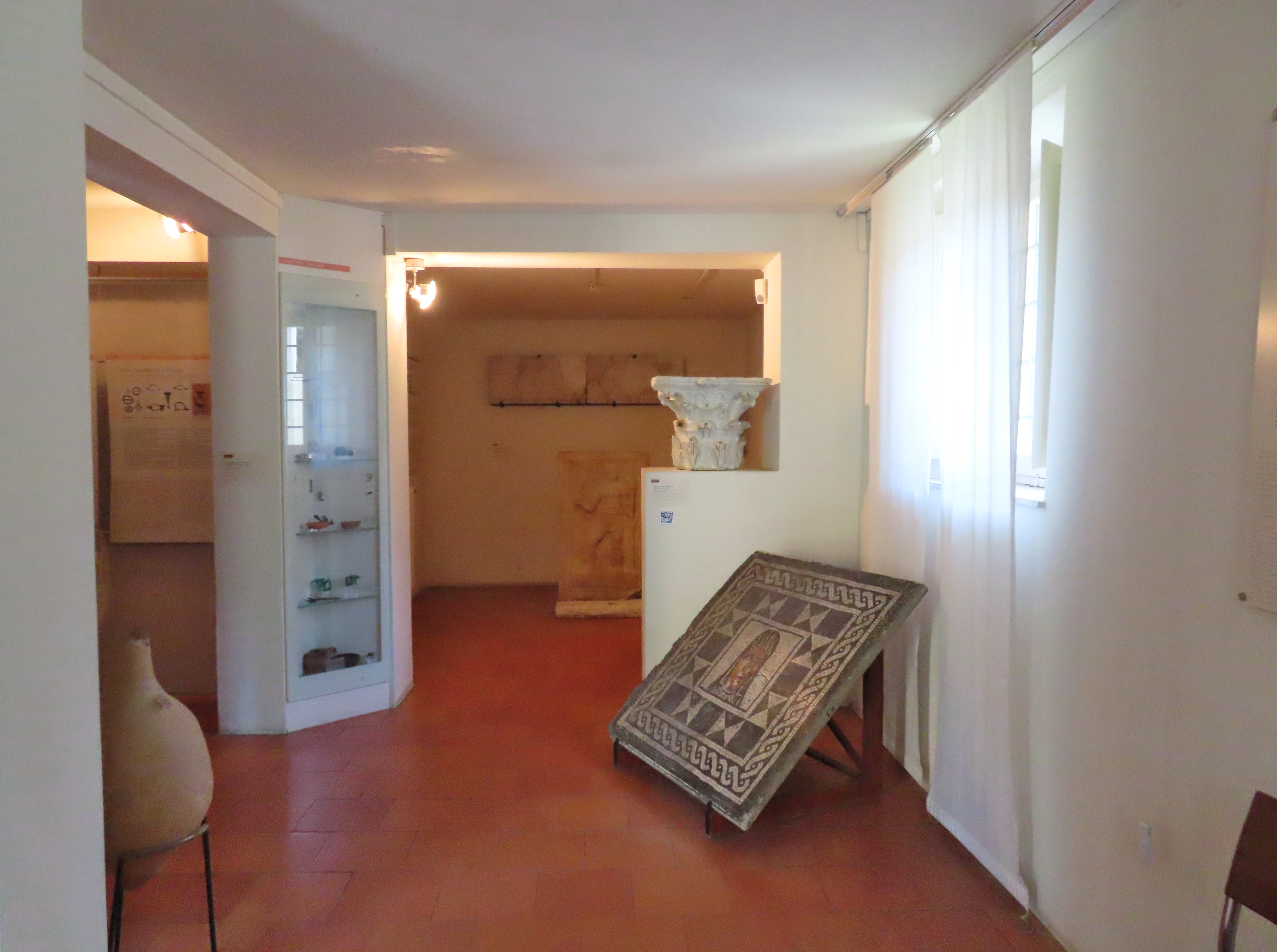
interno dell'Antiquarium

L'Antiquarium di Velleia è un piccolo museo, collocato nella palazzina costruita all'inizio dell'Ottocento per ospitare la direzione degli scavi. Esso ospita copie della tabula alimentaria traianea, della Lex Rubria de Gallia Cisalpina e di altri reperti custoditi al museo archeologico nazionale di Parma, oltre ad alcuni ritrovamenti degli scavi. Aperto nel 1953, viene spostato nella palazzina direzione lavori nel 1975, mentre nel 2010 è completamente riorganizzato l'allestimento interno. L'antiquarium illustra, divisi in cinque macro aree, tutti i momenti più significativi dello sviluppo della città veleiate.